# Vallée des ossements desséchés

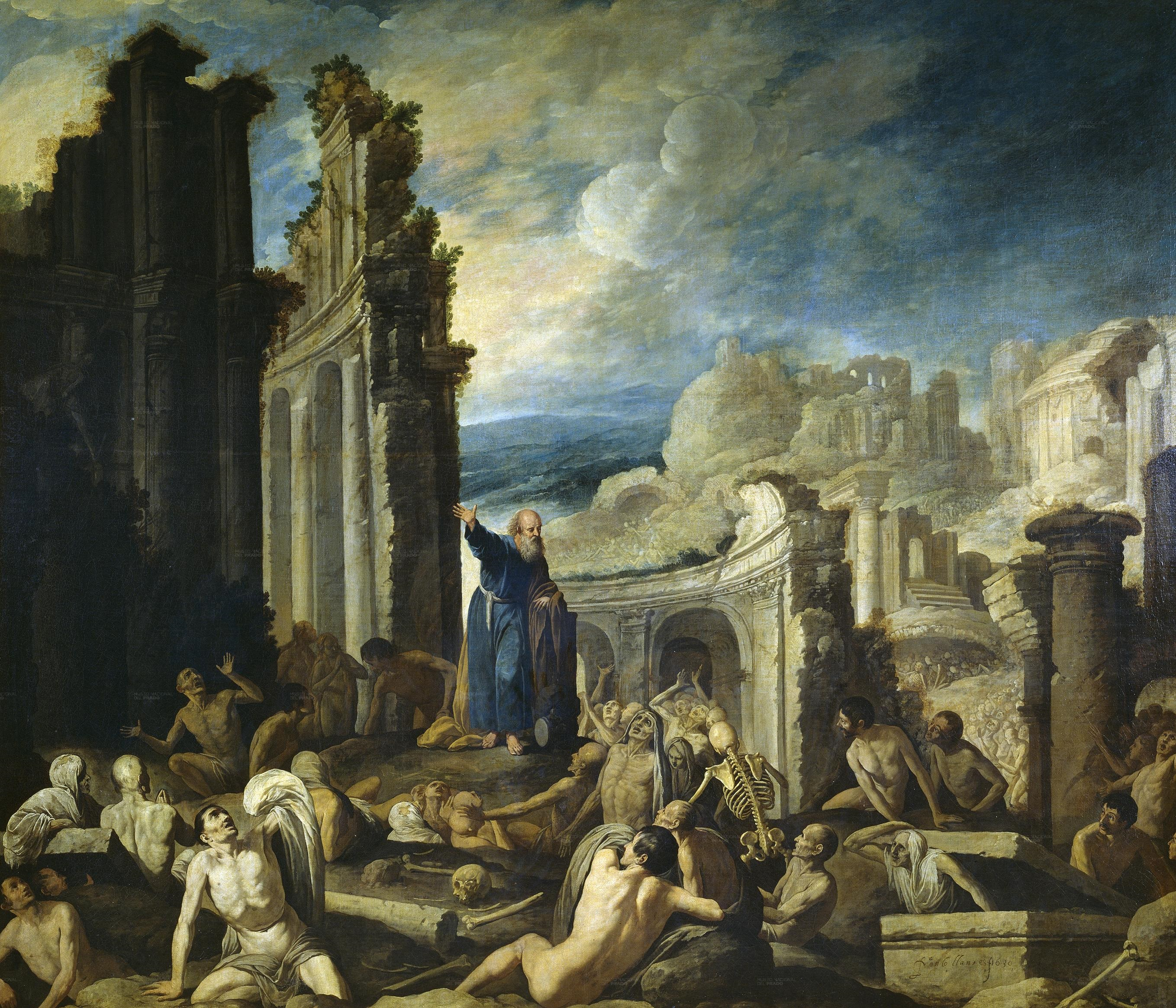
La Vision de la Vallée des ossements desséchés, par Francisco Collantes (1630), musée du Prado, Madrid.

La Vallée des ossements desséchés est une vision du prophète Ézéchiel relatée au chapitre 37 du Livre d'Ézéchiel.

## Texte
Livre d'Ézechiel, chapitre 37, versets 1 à 14 :
« La main de l'Éternel fut sur moi, et l'Éternel me transporta en esprit, et me déposa dans le milieu d'une vallée remplie d'ossements. Il me fit passer auprès d'eux, tout autour; et voici, ils étaient fort nombreux, à la surface de la vallée, et ils étaient complètement secs. Il me dit : Fils de l'homme, ces os pourront-ils revivre ? Je répondis: Seigneur Éternel, tu le sais. Il me dit : Prophétise sur ces os, et dis-leur : Ossements desséchés, écoutez la parole de l'Éternel ! Ainsi parle le Seigneur, l'Éternel, à ces os : Voici, je vais faire entrer en vous un esprit, et vous vivrez; je vous donnerai des nerfs, je ferai croître sur vous de la chair, je vous couvrirai de peau, je mettrai en vous un esprit, et vous vivrez. Et vous saurez que je suis l'Éternel. Je prophétisai, selon l'ordre que j'avais reçu. Et comme je prophétisais, il y eut un bruit, et voici, il se fit un mouvement, et les os s'approchèrent les uns des autres. Je regardai, et voici, il leur vint des nerfs, la chair crût, et la peau les couvrit par-dessus; mais il n'y avait point en eux d'esprit. Il me dit : Prophétise, et parle à l'esprit ! prophétise, fils de l'homme, et dis à l'Esprit : Ainsi parle le Seigneur, l'Éternel : Esprit, viens des quatre vents, souffle sur ces morts, et qu'ils revivent! Je prophétisai, selon l'ordre qu'il m'avait donné. Et l'esprit entra en eux, et ils reprirent vie, et ils se tinrent sur leurs pieds : c'était une armée nombreuse, très nombreuse. Il me dit : Fils de l'homme, ces os, c'est toute la maison d'Israël. Voici, ils disent : Nos os sont desséchés, notre espérance est détruite, nous sommes perdus! Prophétise donc, et dis-leur : Ainsi parle le Seigneur, l'Éternel : Voici, j'ouvrirai vos sépulcres, je vous ferai sortir de vos sépulcres, ô mon peuple, et je vous ramènerai dans le pays d'Israël. Et vous saurez que je suis l'Éternel, lorsque j'ouvrirai vos sépulcres, et que je vous ferai sortir de vos sépulcres, ô mon peuple ! Je mettrai mon esprit en vous, et vous vivrez; je vous rétablirai dans votre pays, et vous saurez que moi, l'Éternel, j'ai parlé et agi, dit l'Éternel. »
Traduction d'après la Bible Louis Segond.

## Interprétation
Lors des journées mondiales de la jeunesse de 2008, Benoît XVI explique ceci : « Après le péché originel, l’esprit vivifiant de Dieu se manifestera sous différentes formes dans l’histoire des hommes, suscitant des prophètes pour inciter le peuple élu à revenir vers Dieu et à observer fidèlement ses commandements. Dans la célèbre vision du prophète Ézéchiel, Dieu fait revivre par son esprit le peuple d’Israël, représenté par des « ossements desséchés » (cf. 37, 1-14). Joël prophétise une « effusion de l’esprit » sur tout le peuple, dont nul n’est exclu : « Après cela – écrit l’Auteur sacré –, je répandrai mon esprit sur toute créature... Même sur les serviteurs et sur les servantes, je répandrai mon esprit en ces jours-là » (3, 1-2). Le thème alors développé, pour ces JMJ, est : « Vous allez recevoir une force, celle du Saint-Esprit qui viendra sur vous. Alors vous serez mes témoins » (Ac 1. 8). ».